# Arvo Viljanti
Arvo Kunto Viljanti (Viklund fram till 1935), född 24 augusti 1900 i Pargas, död 6 juli 1974, var en finländsk historiker.
Viljanti var fil.dr och erhöll professors titel 1962. Han har framför allt forskat i Finlands 1500- och 1600-tals krigshistoria. Han var en av grundarna av Egentliga Finlands Landskapsförbund (finska: Varsinais-Suomen Maakuntaliitto).